# Lyngby Sø
Lyngby sø ligger nordvest for København i Mølleådalen hovedsagelig i Lyngby-Taarbæk Kommune. Søen er den mindste af de 4 store søer i Mølleåens vandløbssystem.
I den østlige ende af søen findes en dæmning med en søpromenade, S-togslinien og Lyngbymotorvejen.
En lille del af Lyngby Sø, Lille Lyngby Sø, ligger på den østlige side af dæmningen. Fæstningskanalen, der er en del af Københavns Befæstning, munder ud i søens sydøstligste hjørne ved "Lyngby Havn".
I den sydlige ende ligger etagebyggeri, villakvartere, Folkeparken og Nybrogård Kollegiet.
En del af søbredden her tilhører Gladsaxe Kommune.
Den vestlige ende er gennem en kanal eller å forbundet med Bagsværd Sø og Furesøen.
Der er et par mindre øer i midten af søen, og langs nordsiden finder man den cirka 50 hektar store Lyngby Åmose.
Der er stier rundt om hele Lyngby Sø.
Lyngby Sø ligger 19 meter over havets overflade. 
Den spænder over et areal på 57,1 hektar, har en middeldybde på 1,6 meter med 3,3 meter som det dybeste. I alt indeholder den 940.000 kubikmeter vand.

## Aktiviteter
Der ligger flere ro-, kano- og kajakklubber rundt om søen.
Ved Fæstningeskanalen ligger Lyngby Kanoklub og Lyngby Roklub. Her ligger også Lyngby Havn med bådebroer og traktørstedet Havnehytten.
På søens sydlige bred ligger Lyngby Dameroklub og længere mod vest Gladsaxe Kano & Kajakklub.
Baadfarten sejler på Lyngby Sø og har anløb to steder ved Fæstningskanalen og ved Nybro Kro før den sejler videre til Frederiksdal.
Der er bådudlejning ved Havnehytten og Nybro Kro.
Sejlads med motor er mulig, men kræver tilladelse fra kommunen.
Lystfiskere fisker fra bredden og stierne om Lyngby Sø anvendes flittigt til motionsløb og til almindelige gå- og cykelturer.
I Folkeparken ved Lyngby Søs bred fejres ofte Sankthans med bål.
Badning er ikke tilrådelig. Vandkvaliteten er for dårlig og opfylder ikke badevandsbekendtgørelsens krav.

## Historie
Landskabet ved Lyngby Sø er dannet ved afsmeltningen efter sidste istid.
Søen er delvis kunstig idet vandstanden på et tidligt tidspunkt er blevet hævet af hensyn til vandkraften. Lyngby har haft vandmølle siden 1000-tallet. Præcist hvornår opdæmningen er sket er usikkert men formentlig omkring 13-1400-tallet.
Jernbanen til Hillerød og Helsingør skulle ved anlæggelse i 1863 oprindeligt have været ført øst om Lyngby Kirke, gennem Sorgenfri Slotspark og Frieboeshvile. Præsten Peter Rørdam ønskede dog ikke at jernbanen skulle mellem kirken og præstegården og enkedronning Caroline Amalie på Sorgenfri Slot modsatte sig også at jernbane gik igennem parken.
I stedet blev en dyrere løsning valgt hvor man byggede en dæmning over den østligste del af Lyngby Sø. Lille Lyngby Sø der derved opstod kaldtes da den første tid "Præstens Hul".
På vestsiden af dæmningen blev Søpromenaden åbnet i 1920 og gav dermed folk adgang til søen. På samme tid anlagde man Havnehytten og bådebroer.
Havnehytten nedbrændte i 2003, men blev genopført i 2004.
Lyngby-Taarbæk Kommune købte i årene 1934–1940 lodderne i Lyngby Åmose, der indtil da havde været tilknyttet gårde i Virum. Kommunen anlagde de nuværende broer og stier og lod trævæksten gro, der før havde været holdt nede.
Som en del af et beskæftigelsesprojekt blev Folkeparken anlagt i 1938.
Danmarks Naturfredningsforening rejste den 26. juni 2008 en fredningssag for Bagsværd Sø og Lyngby Sø, og Fredningsnævnet udsendte en fredningskendelse den 22. april 2010.
Fredningen havde baggrund i en frygt for at et muligt internationalt rostadion ville ødelægge naturen.
Der indkom dog klager fra 8 lodsejere til Natur- og Miljøklagenævnet.
Klagerne var om erstatningens størrelse, hegn, p-plads og adgang til areal.
I 2013 kom nævnet til en afgørelse der stadfæstede afgørelsen fra Fredningsnævnet.
Området der derefter blev fredet omfatter foruden Lyngby og Bagsværd sø også blandt andet Lyngby Åmose, Sophienholm, Tusculum, Marienborg.
Ejerene til de berørte områder omfatter foruden Lyngby-Taarbæk Kommune også Gladsaxe og Furesø Kommuner, Nordvang A/S og 55 private lodsejere.
I samarbejde med Hjerteforeningen blev den 4,5 kilometer lange rute om søen afmærket og indviet som Lyngby-Taarbæk Kommunes første sundhedssti i september 2010.
Man opstillede også motionsredskaber på søpromenaden.
I juli 2012 fandt to fiskende drenge et kranium fra en voksen person ved Åmosestien.
Kraniet lod sig ikke umiddelbart identificere, men retsmedicinere mente at det var 50 til 250 år gammelt og der blev gættet på at det kunne stamme fra en stikkerlikvidering eller bådulykke i 1960'erne.
Kraniet blev sendt til kulstof-14 undersøgelse på Århus Universitet, hvor de daterede det som omkring 107 år gammelt.
Sidst i august afsøgte dykkere et cirka 800 kvadratmeter stort område omkring findestedet og fandt i den forbindelse blandt andet en pistol.
Da politiet ikke havde flere spor lukkede de sagen.
I sommeren 2008 druknede en 30-årig kajakroende mand på lavt vand.

## I kultur og kunst
Om vinteren skøjtede den tyske poet Friedrich Gottlieb Klopstock på Lyngby Sø.
Det var en af hans mest yndede fritidsaktiviteter og hans digt Der Eislauf er inspireret af skøjtning på Lyngby Sø.
Et gammelt egetræ der står på Prinsessestien i Lyngby Åmose er opkaldt efter digteren.
Christian Winthers digt Vandring og Opdagelse fra den 5. juli 1833 skildrer en vandretur fra den Miiffelmannske Sommerbolig Fuglsang ved Prinsessestien og Lyngby Sø til Furesøen og videre.
En sejltur som parrene Ingeborg og Viggo Stuckenberg og Gyrithe og Johan Lemche foretog på Lyngby Sø er beskrevet i Gyrithe Lemche trebindsværk Tempeltjenere (1926-1928).
Søens omkringliggende områder er også del af plottet i Julie Hastrups kriminalroman Portræt af døden.
Omkring 1827 malede C.W. Eckersberg oliemaleriet Parti ved Lyngby Sø hvor søen med bådebro og træer ses. Maleriet hænger nu på Statens Museum for Kunst i deres samling for Den danske Guldalder.
Helen Schou bronzeskulptur Morgengry står i Folkeparken umiddelbart ned til Lyngby Sø.

### Links
- Sunday Life by Lyngby Lake, fotografier af Lyngby Sø fra gruppen photo_cph i august 2012.
- Mapillary
- Ildregatta på Lyngby Sø Arkiveret 2. maj 2019 hos  Wayback Machine

55°46′27″N 12°28′58″Ø / 55.77417°N 12.48278°Ø